# لشکر جهنگوی
لشکر جهنگوی یک گروه شبه نظامی پاکستانی است که در سال ۱۹۹۶ توسط ریاض بصرا به وجود آمد. لشکر جهنگوی گروهی تندرو و اسلامگرا در پاکستان است که به‌ویژه به خاطر تعصبات مذهبی و حمله‌های خونین به پیروان مذهب شیعه شهرت یافته‌است. همچنین گفته می‌شود که این گروه با دیگر گروه‌های تندروی اسلامگرا چون القاعده و طالبان در ارتباط است. لشکر جهنگوی در اواسط دهه ۱۹۹۰ میلادی در پی انشعاب از گروه سپاه صحابه توسط اسحاق مالک و چند تن دیگر بنیانگذاری شد. دولت پاکستان لشکر جهنگوی را غیرقانونی اعلام کرده‌است. برخی از کشورهای جهان از جمله ایالات متحده آمریکا، بریتانیا و هند و نیز سازمان ملل متحد این گروه را سازمان هراس‌افگن ارزیابی کرده و غیرقانونی می‌دانند. نام این گروه در لیست سیاه سازمان‌های تروریستی کانادا و ایالات متحده آمریکا و استرالیا است.

## مرگ رهبر
مالک اسحاق، رهبر گروه تندروی سنی لشکر جهنگوی هنگام انتقال از یک بازداشتگاه به بازداشتگاهی دیگر کشته شد. این واقعه در جریان تیراندازی میان نیروهای پلیس پاکستان و مهاجمانی که در تلاش برای آزادسازی وی بودند، اتفاق افتاد. او شنبه ۳ مرداد/اسد ۱۳۹۴ به ظن دست داشتن در برنامه‌ریزی برای انجام اقدامات هراس‌افگنی بازداشت شده بود.
به گفته مقامات پاکستان مأموران پلیس، مالک اسحاق را صبح روز چهارشنبه ۲۹ ژوئیهٔ ۲۰۱۵ (۷ مرداد/اسد ۱۳۹۴) به همراه شش تن دیگر از زندانیان به بازداشتگاهی در ایالت پنجاب منتقل می‌کردند که افرادی مسلح به آنان حمله کردند. ظاهراً آنان قصد آزادسازی مالک اسحاق را داشته‌اند. وزیر داخله ایالت پنجاب اظهار داشت که در جریان درگیری‌ای که میان پلیس و مهاجمان روی داد، مالک اسحاق و ۱۳ تن از هواداران او کشته شدند. عثمان و حق‌نواز، دو پسر اسحاق نیز که در جمع زندانیان بودند از کشته‌شدگان هستند. در طی این درگیری همچنین ۶ مأمور پلیس زخمی شدند.

## حملات هراس‌افکنانه
مالک اسحاق و دو پسرش متهم به راه‌اندازای و هدایت باند بزرگی که ده‌ها تن را به قتل رسانده‌است بودند. این گروه مسئول حملات و بمب گذاری‌های متعددی بوده که به کشته شدن صدها شیعه در پاکستان انجامیده است.
براساس آخرین آمار این گروه تا به حال ۳۵۰ حمله هراس‌افگنی بین سال‌های ۱۹۹۶ تا ۲۰۰۱ داشته.
- کشتار بلوچستان
- حملات انتحاری عاشورای سال ۲۰۱۱ در کابل و مزار شریف افغانستان.[۳]